# John Hamilton Roberts
John Hamilton Roberts (21 décembre 1891 - 17 décembre 1962) est un militaire canadien.

## Biographie
Roberts est né à Pipestone, dans le Manitoba. Il est diplômé du Collège militaire royal du Canada à Kingston, en Ontario, en 1914.
En 1939, il commande le 1er Régiment de la Royal Canadian Horse Artillery, dans le nord de la France, et il sert durant la bataille de France en mai 1940. Roberts a réussi à sauver son régiment lors de l'évacuation de Dunkerque. Il est ensuite promu au grade de major-général et nommé officier général commandant de la 2e Division d'infanterie canadienne en 1941.
Roberts a été responsable des troupes au sol durant le Débarquement de Dieppe le 19 août 1942. Son poste de commandement était à bord du HMS Calpe et en raison de mauvaises communications, il n'avait aucune idée de la façon dont ses troupes géraient la situation, jusqu'à ce qu'ils rappelle les engins de débarquement pour l'évacuation immédiate. Roberts a été critiqué pour avoir commis inutilement ses troupes de réserve (Les Fusiliers Mont-Royal), augmentant ainsi le nombre de victimes. Il a été relevé de son commandement six mois plus tard. Envoyé pour commander des unités de renfort au Royaume-Uni, il n'a plus reçu d'autres commandements opérationnels.
Plus tard, il se retira dans les îles Anglo-Normandes.